# Ivano Barberini
Ivano Barberini (Modena, 18 maggio 1939 – Modena, 6 maggio 2009) è stato un dirigente d'azienda e dirigente pubblico italiano, il primo e ad oggi l'unico italiano a presiedere l'Alleanza Cooperativa Internazionale (International Co-operative Alliance - ICA).

## Biografia

### Gli anni della formazione
Ivano Barberini nacque in una famiglia di modeste condizioni, originaria di Gaggio di Piano, località nel comune di Castelfranco Emilia. Primo di tre figli, il padre aveva una piccola ditta edile. Dopo essersi diplomato ragioniere nel 1958, iniziò a lavorare come contabile presso la Cooperativa di consumo di Castelfranco Emilia. Qualche anno dopo si iscrisse all’Università, presso la Facoltà di Lettere e Filosofia, ma non conseguì mai la laurea.
Ventenne, Ivano Barberini fu notato dal presidente della cooperativa, Remo Zanasi, noto esponente del Psi locale, che lo segnalò alla Federazione provinciale. Di qui, nel 1960, la chiamata da parte dell’Associazione delle cooperative di consumo della provincia di Modena. A guidare l'associazione provinciale delle cooperative di consumo era Inos Baraldi, che Barberini avrebbe ricordato come un vero e proprio punto di riferimento del proprio percorso formativo.
In quegli anni Barberini sviluppò una passione per gli studi scientifici, in particolare relativi all'organizzazione, al marketing e ai comportamenti dei consumatori. La coltivazione di questi interessi gli consentì una progressiva implementazione di competenze, e quindi un avanzamento di carriera all'interno del movimento. Trascorse due anni all'ufficio studi e programmazione della federazione provinciale, per poi tornare all'associazione delle cooperative di consumo della provincia di Modena, dove Barberini seguì la nascita del consorzio fra esercenti Mercurio Modena, avvenuta nel 1962, a imitazione di Mercurio Bologna, sorto due anni prima.
Nel 1964 Ivano Barberini si sposò con Nerina Gibertini. Dal matrimonio sarebbe nata una figlia, Silvia. Nella seconda metà degli anni sessanta tornò a occuparsi molto più da vicino di cooperazione di consumo: fra il 1965 e il 1966 Barberini realizzò «un’analisi approfondita sullo stato di salute di ogni coop, che fu molto importante per evitare di scoprire buchi in bilancio al momento delle fusioni».
La ristrutturazione e lo sviluppo della cooperazione di consumo determinarono una progressiva ascesa delle insegne Coop, attraverso la creazione di più moderni negozi, nella innovativa formula dei supermercati, e la creazione di una rete consortile adeguata.

## La carriera nella cooperazione di consumo
Nel 1972 Ivano Barberini fu nominato presidente del Consorzio interprovinciale delle cooperazione di consumo (Cicc), con sede ad Anzola. Tre anni dopo, nel 1975, divenne presidente di Coop Emilia-Veneto, ovvero una delle principali cooperative di consumo italiane, con sede a Bologna e punti vendita in un territorio relativamente ampio. Dopo altri tre anni, nel 1978, Ivano Barberini fu chiamato a Roma a presiedere l'associazione nazionale delle cooperative di consumo (Ancc). Questo incarico durò a lungo – cumulandosi dal 1991 con la presidenza di Eurocoop, l'associazione delle cooperative di consumo europee – e consentì a Barberini di farsi promotore, insieme con altri, di alcune istanze importanti. Nella fattispecie, contribuì al salvataggio di alcune grandi cooperative in crisi, a coadiuvare un'ulteriore fase di fusioni e ad introdurre la forma distributiva dell'ipermercato.
Verso la fine degli anni ottanta l'IperCoop divenne il modello all'avanguardia della grande distribuzione e il sistema della cooperazione di consumo contribuì notevolmente alla sua diffusione sul territorio. Nel 1993 Barberini stipulò un accordo con la cooperazione trentina, che fu determinante per il salvataggio dell'esperienza delle Famiglie cooperative, ovvero le cooperative di consumo della provincia di Trento, che all’epoca soffrivano la concorrenza della grande distribuzione privata.

## La presidenza di Legacoop
Nel 1996 Barberini fu scelto per guidare la Lega nazionale delle cooperative e mutue, che volle ridefinire Legacoop. Il suo incarico durò cinque anni e durante questo periodo si ebbero alcune importanti novità. Innanzi tutto si stipularono accordi con alcune università – di Bologna, di Modena e Reggio Emilia, di Roma Tre – per l’avvio di attività di ricerca e di formazione patrocinate e sostenute dalle organizzazioni cooperative. Si introdusse poi un regolamento che rendeva incompatibili la cariche di funzionario o dirigente di Legacoop con quelle di carattere politico, creando le necessarie condizioni per lo sviluppo di un management interno più professionale e motivato.
Nel 1998 un gruppo di personalità della cultura riformista italiana dava vita alla Fondazione italiani/europei. Nel giro di poco tempo anche Ivano Barberini iniziò a dare un proprio contributo, facendo poi anche parte del consiglio di amministrazione. Nei primi anni duemila, infine, Ivano Barberini fu impegnato nel dialogo con le istituzioni parlamentari e governative, che stavano approvando alcune leggi che interessavano la cooperazione.

## Ai vertici della cooperazione mondiale
Nel 2001, durante i lavori del congresso di Seul, Ivano Barberini fu eletto presidente della Alleanza Cooperativa Internazionale. Si trattava del primo italiano a ricoprire tale ruolo. All'ICA si adoperò per la nomina a direttore generale di Iain Macdonald, dirigente dello United Kingdom's co-operative group, che poteva vantare una lunga e consolidata esperienza. In due mandati, dal 2001 al 2009, Ivano Barberini fu in grado di imprimere una netta accelerazione all'attività di questa organizzazione internazionale, valorizzandone il ruolo e aumentandone il prestigio. Nel 2003 venne nominato presidente dell'Istituto di ricerche internazionali «Archivio disarmo», un centro fondato nel 1982 che studiava i problemi della pace e della sicurezza a livello nazionale e internazionale, e che si adoperava per lo smantellamento degli armamenti.
Questo deciso impegno facilitò i buoni rapporti con altre organizzazioni internazionali. Le Nazioni Unite adottarono alcune linee guida per il sostegno alla creazione delle cooperative, intese come un tipo d’impresa preferibile rispetto a quello tradizionale, perché meglio in grado di coniugare etica ed economia. In riferimento a questi aspetti, nel 2002 furono recepite le osservazioni dell’International labour association in fatto di cooperazione fra lavoratori, mentre un anno più tardi, a Oslo, vennero riviste alcune regole.
In questo senso, Ivano Barberini ha contribuito ad accreditare il movimento cooperativo presso ambiti istituzionali che tendevano a percepirlo come un soggetto minore. L’economia aziendale mainstream si sforzava di rappresentare la cooperativa come un tipo d’impresa inefficiente e come tale destinato alla marginalità nel mercato. Barberini dichiarò più volte pubblicamente che la cooperativa è come il calabrone – frase che ha poi originato il titolo di uno dei suoi libri più famosi –, ovvero un insetto che, stando ai calcoli scientifici del naturalista Antoine Magnan, non potrebbe volare, ma che viceversa vola. In pratica, si sottolineava come le cooperative fossero in aumento a livello mondiale, e come la disciplina economica facesse fatica a spiegare questo genere di trend perché focalizzata sulla massimizzazione del profitto, e incapace di cogliere gli aspetti etici, mutualistici e in definitiva extraeconomici che contraddistinguevano un segmento importante di imprenditoria.
Nonostante la malattia, volle fino all'ultimo essere operativo. Nell'ottobre 2008 partecipò alla XIV conferenza dell'Alleanza Cooperativa Internazionale a Riva del Garda, in Trentino. Nel febbraio del 2009 si recò nel Punjab, in India, per impegni istituzionali. Rientrato in Italia la sua salute peggiorò rapidamente: morì il 6 maggio 2009.

## La Fondazione Ivano Barberini
Negli anni successivi alla sua scomparsa, furono numerosi i tributi alla sua memoria. Il più importante è sicuramente la costituzione della Fondazione Ivano Barberini, nata nel 2010 «per lo studio e la divulgazione della storia e civiltà della cooperazione». Si tratta di un luogo di ricerca storica, economica e sociale dedicato alla conoscenza e alla diffusione della cultura cooperativa, intesa come forma d’impresa capace di rispondere ai bisogni di sviluppo delle società contemporanee. 
Le attività della Fondazione si ispirano al pensiero di Ivano Barberini, e quindi si intende il modello cooperativo come un modo diverso di produrre e di distribuire la ricchezza attraverso l’attività imprenditoriale, e anche un riferimento fondamentale per la costruzione e il rafforzamento della democrazia e dei suoi valori. Nel corso degli anni la Fondazione ha sviluppato collaborazioni con alcune delle più avanzate realtà del mondo scientifico nazionale e internazionale, realizzando ricerche ed eventi culturali di elevata qualità. In particolare si sono approfonditi i temi dell'identità, della partecipazione, della governance e del corpo sociale delle cooperative, e più in generale si è ragionato di cittadinanza attiva, di spazio pubblico e di diseguaglianze. La creazione e lo sviluppo di questa Fondazione è stato certamente un bellissimo modo di onorare la memoria di Ivano Barberini.

## Scritti di Ivano Barberini
- Competere per cosa: il nuovo ciclo di Coop consumatori, Roma, Liocorno, 1995
- Sviluppo e solidarietà: 1997-2005, Modena, Cuffia, 2005
- L'impegno delle Coop in difesa di ambiente e clima, in Il Calendario del Popolo, vol. 64, n. 737, Milano, Nicola Teti Editore, Gennaio 2009.
- Come vola il calabrone. Cooperazione, etica e sviluppo, Milano, Baldini Castoldi Dalai, 2009.